# Coenonympha schimae
Coenonympha schimae är en fjärilsart som beskrevs av Hans Rebel 1910. Coenonympha schimae ingår i släktet Coenonympha och familjen praktfjärilar. Inga underarter finns listade i Catalogue of Life.